# Abbaye Saint-Jean-Baptiste de Valenciennes
Pour les articles homonymes, voir abbaye Saint-Jean-Baptiste.
L’abbaye Saint-Jean-Baptiste est fondée à Valenciennes en 662 selon les règles de l'ordre de Saint-Augustin. Elle était située à proximité de l'actuelle place d'Armes aux angles des rues des Récollets, de Saint-Jean et de la Vieille-Poissonnerie.

## Historique
Pépin le Bref, roi de France, y met en place en 759 des chanoines séculiers en remplacement des religieuses bénédictines qui étaient présentes depuis 680.
Sur demande de Samson de Mauvoisin († 1161), 50e archevêque de Reims ; l'abbaye Saint-Jean-des-Vignes de Soisson a envoyé Gilbert et quatre confrères à Valenciennes, il deviendra Abbé et en 1110 des Chanoines réguliers prés possession de l'abbaye.
En août 1794, après la libération de la ville, l'abbaye est provisoirement transformée en prison pour les  émigrés, et tous ceux qui s'étaient réfugiés dans la ville pendant le siège, tous les fonctionnaires et magistrats qui avaient accepté des emplois pendant l'occupation.
En octobre 1794 l'abbaye sert de prison à des ursulines qui étaient parties pour Mons, les juges populaires demandèrent si Citoyenne, tu as immigré, leur départ fut considéré comme crime et une condamnation à mort prononcée et exécutée dans la journée sur l'échafaud situé en place d'Armes. Onze ursulines furent ainsi guillotinées.

## Abbés
- Clérembaut fut le premier abbé en 1141[5]
- Philippe de Lamine[6]
- Antoine d'Outreman (1636-1642)[6]
- Louis Mercer[6]

## Personnalités
- Les deux sœurs et saintes, Harlindis et Relindis, ont été élevées au monastère de Valenciennes devenu abbaye[7]. Leurs corps furent transportés dans le village d'Ellikom de l'arrondissement administratif de Maaseik en Belgique.

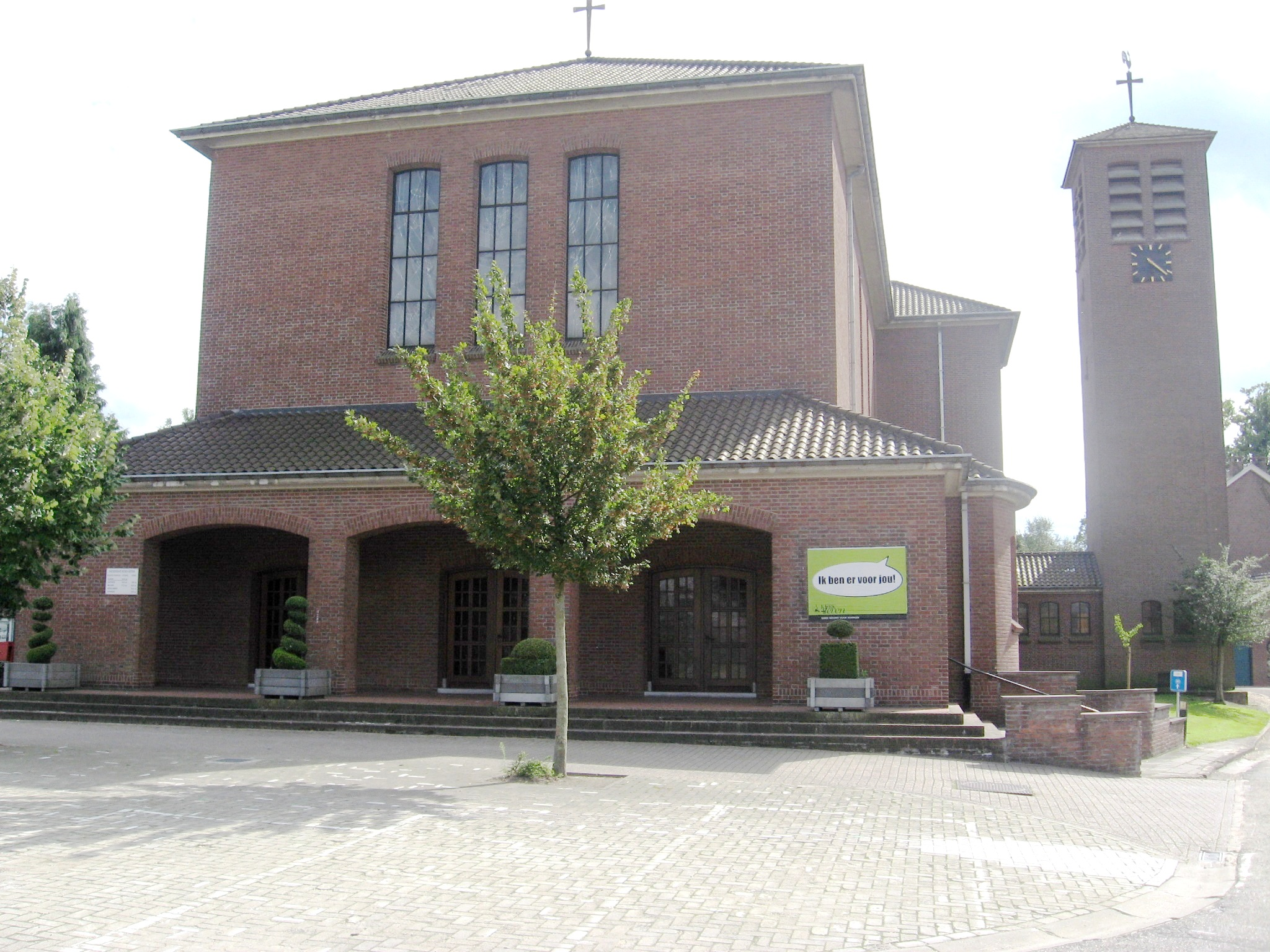
Église Saintes-Herlinde-et-Relinde à Ellikom

- Simon Marmion (1425-1489) peintre dont de nombreux tableaux furent détruits en 1519 lors de l'incendie de l'abbatiale[8].